# Mark Kerr (Offizier)

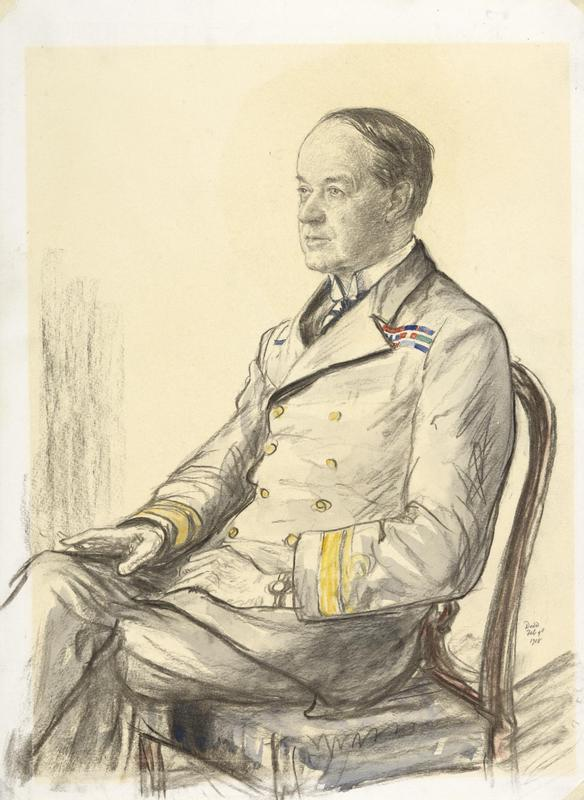
Mark Kerr

Mark Edward Frederic Kerr CB CVO (* 26. September 1864; † 20. Januar 1944) war ein britischer Offizier der Royal Navy sowie der Royal Air Force, der als erster Stellvertretender Chef des Luftwaffenstabes (Deputy Chief of the Air Staff) maßgeblich an der Gründung der aus dem Royal Flying Corps (RFC) sowie dem Royal Naval Air Service (RNAS) hervorgegangenen Royal Air Force am 1. April 1918 beteiligt war. Nach Abschluss seiner fliegerischen Ausbildung 1914 war er der erste Flaggoffizier der Royal Navy, der Pilot wurde.

## Leben

### Ausbildung zum Seeoffizier
Kerr, dessen Vater Admiral Frederic Kerr von 1891 bis 1896 Wappenkönig (King of Arms) des Order of the Bath war, trat nach dem Besuch der Stubbington House School 1877 als Seekadett (Midshipman) in die Royal Navy ein und absolvierte seine Ausbildung zum Seeoffizier auf der Dampfschiff-Fregatte Inconstant. 1882 wurde er als Offizier zur Marinebrigade (Naval Brigade) nach Ägypten versetzt wurde und dort 1883 seine Beförderung zum Oberleutnant zur See (Sub-Lieutenant) erhielt. Nach seiner Beförderung zum Kapitänleutnant (Lieutenant) am 20. August 1886 wurde er Flaggleutnant von Vizeadmiral William Nathan Wrighte Hewett, der zu dieser Zeit Oberkommandierender der Kanalflotte (Channel Fleet) war. Diesen Posten versah er bis zum Tode Hewetts am 13. Mai 1888 und war im Anschluss Offizier auf dem Schlachtschiff Victoria sowie danach stellvertretender Kommandant (Second-in-Command) des Geschützten Kreuzer Cambrian.
Nach seiner Beförderung zum Fregattenkapitän (Commander) am 30. Juni 1898 übernahm Kerr 1899 seinen ersten Befehlsposten, und zwar als Kommandant (Commanding Officer) des Zerstörers Mermaid. Im Anschluss wurde er 1901 stellvertretender Kommandant des Schlachtschiffs Implacable sowie nach seiner Beförderung zum Kapitän zur See (Captain) am 1. Januar 1903 Marineattaché an der Botschaft im Königreich Italien. Zugleich war er als Marineattaché auch an der Botschaft in Österreich-Ungarn sowie im Königreich Griechenland akkreditiert. Am 6. Oktober 1903 wurde er Member des Royal Victorian Order (MVO) sowie am 11. Juli 1905 auch Kommandeur des griechischen Erlöser-Orden.

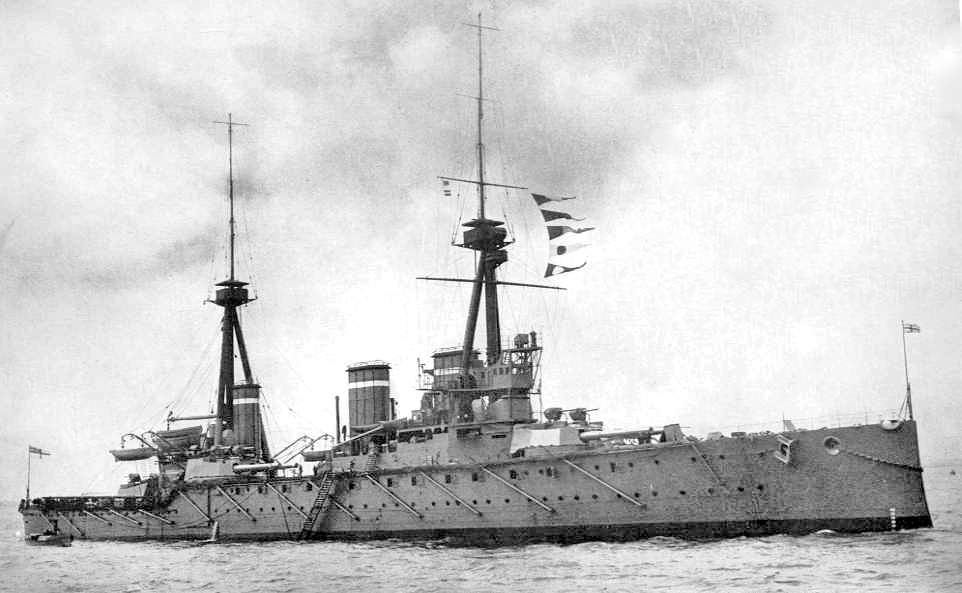
Am 8. September 1908 wurde Mark Kerr als Kapitän zur See erster Kommandant des Schlachtkreuzers Invincible

1905 wurde Kerr Flaggleutnant von Rear Admiral Prince Louis of Battenberg, der damalige Kommandeur des 2. Kreuzergeschwaders (2nd Cruiser Squadron). Daraufhin wurde er als Nachfolger von Captain George Edwin Patey im Mai 1907 Kommandant des Schlachtschiffs Implacable und wurde im September 1908 durch Captain Henry Loftus Tottenham abgelöst. Er selbst wurde daraufhin am 8. September 1908 erster Kommandant des Schlachtkreuzers Invincible. Danach wurde er 1911 Assistent des Kommandierenden Admiral der Küstengarde und der Marinereserve (Admiral Commanding Coastguard and Reserves), Rear Admiral Frederick Inglefield, und war anschließend als Nachfolger von Kapitän zur See Hugh Evan-Thomas zwischen dem 9. Juli 1912 und dem 16. Mai 1913 Aide-de-camp von König Georg V. für die Marine. Sein Nachfolger in dieser Funktion wurde Kapitän zur See Ernest Gaunt.

### Aufstieg zum Admiral, Erster Weltkrieg und Gründung der RAF
Nach seiner Beförderung zum Konteradmiral (Rear Admiral) am 16. Mai 1913 wurde Kerr Oberkommandierender der griechischen Marine und übte diese Funktion auch in den ersten beiden Jahren des Ersten Weltkrieges aus. 
Am 3. Juni 1913 wurde er Companion des Order of the Bath (CB).
Während dieser Zeit absolvierte er auch seine Pilotenausbildung, die er am 14. Juli 1914 mit dem Zertifikat Nr. 842 des Royal Aero Club (RAeC) abschloss. Damit wurde er der erste Flaggoffizier der Royal Navy mit abgeschlossener Pilotenausbildung. Kurz darauf legte er 1914 mit dem Rückflug von Paleo Faliro zur Insel Poros die damals längste Wasserüberquerung mit einem Flugzeug zurück. Aufgrund seines Alters war er jedoch nicht für eine weitere Verwendung im Marineflieger-Dienst RNAS (Royal Naval Air Service) vorgesehen, sondern übernahm stattdessen im Mai 1916 den Posten als Oberkommandierender des Adria-Geschwaders. Als solcher forderte er bei der Admiralität Flugzeuge zur Unterstützung seiner operativen Einsätze an.
Im August 1917 wurde Kerr dem Luftwaffenausschuss (Air Board) zur Verfügung gestellt, um bei der Bildung des Luftfahrtministeriums (Air Ministry) zu helfen. Am 3. Januar 1918 wurde er im Range eines Generalmajors (Air Vice Marshal) schließlich erster Stellvertretender Chef des Luftwaffenstabes (Deputy Chief of the Air Staff) und damit Vertreter von Generalmajor Hugh Trenchard, des ersten Chef des Luftwaffenstabes (Chief of the Air Staff). In dieser Funktion war er maßgeblich an der Gründung der aus dem Royal Flying Corps (RFC) sowie dem Royal Naval Air Service (RNAS) hervorgegangenen Royal Air Force am 1. April 1918 beteiligt. Unmittelbar nach der Gründung der Royal Air Force am 1. April 1918 folgte ihm Brigadegeneral Robert Marsland Groves als Deputy Chief of the Air Staff.
Kerr selbst übernahm den Posten als Kommandeur der No. 2 Area RAF, die am 8. Mai 1918 in South-Western Area RAF umbenannt wurde, und verblieb in dieser Funktion bis zu seiner Ablösung durch Brigadegeneral Philip Game. Zwischenzeitlich wurde er am 26. April 1918 zum Vizeadmiral (Vice Admiral) befördert und schied am 1. Oktober 1918 aus dem aktiven Militärdienst aus. Am 8. April 1922 wurde er als Admiral in den Ruhestand verabschiedet.
Für seine militärischen Verdienste im Ersten Weltkrieg im Mittelmeerraum wurde er am 23. März 1917 Großoffizier des italienischen Ordens der Hl. Mauritius und Lazarus sowie am 7. August 1918 auch mit dem Militärorden von Savoyen ausgezeichnet. Darüber hinaus war er Commander des Royal Victorian Order (CVO).
Nach seinem Ausscheiden verfasste Kerr zahlreiche, zum Teil autobiografisch geprägte Bücher zur Marinegeschichte und Marineoffiziere, aber auch Gedichtbände. Am 10. Juli 1906 heiratete er Rose Kerr, einer Pionierin der Pfadfinderinnen-Bewegung (Girl Guides), und hatte mit dieser zwei Töchter, darunter Alix Liddell, die sich ebenfalls in der Pfadfinderinnen-Bewegung engagierte und zahlreiche Bücher verfasste.

## Veröffentlichungen

### Sachbücher und Biografien
- Flygning i fred och krig, (Flight in Peace and War), Stockholm: Svensk Motortidnings, 1922
- Land, Sea and Air, London: Longmans, Green, 1927
- The Sailor’s Nelson, London: Hurst & Blackett, 1932
- The Navy in My Time, London: Rich & Cowan, 1933
- Prince Louis of Battenberg: Admiral of the Fleet, London: Longmans, 1934

### Gedichtbände
- The Destroyer and A Cargo of Notions, London: Hatchards, Piccadilly, 1909
- Nelson: A Poem, Portsmouth: Gale & Polden, 1910
- The Rubaiyat of Kram Rerk, London: Longmans, 1927